# Vilcas Huamán
Vilcas Huamán, nota anche come Vilcashuamán, (Willkawaman in quechua, cioè falco sacro) è una città di 3 490 abitanti del Perù, capoluogo della provincia omonima. Ospita un sito archeologico inca.

## Storia
Era un centro amministrativo inca, fondato in seguito alla sottomissione di chancas e pocras. Secondo i cronisti, Vilcashuamán arrivò a contare 40 000 abitanti. La città sorgeva attorno ad una grande piazza dove si realizzavano cerimonie religiose che comprendevano sacrifici; attorno ad essa, si trovavano gli edifici più importanti: il Templo del Sol e l'Ushnu, ancora presenti.
Si crede che la città avesse la forma di un falco e l'Ushnu occupasse il posto della testa. Si tratta di una piramide tronca nella quale si entra attraverso una porta a due stipiti, caratteristica degli edifici più importanti. Sulla piattaforma superiore è presente una grande pietra intagliata in modo singolare e conosciuta come l'Asiento del Inca. Si dice che fosse coperta da lamine d'oro.

## Fonti
- INEI [collegamento interrotto], su censos.inei.gob.pe.